# Renée Colliard
Renée Colliard, nach ihrer Heirat Renée Féraud (* 24. Dezember 1933 in Genf; † 15. Dezember 2022) war eine Schweizer Skirennfahrerin. Sie wurde 1956 Olympiasiegerin im Slalom.

## Werdegang
Colliard war Studentin der Pharmazie an der Universität Genf und gehörte dem Schweizerischen Damen-Skiclub (SDS) an. Erst kurz vor Beginn der Olympischen Winterspiele 1956 in Cortina d’Ampezzo konnte sie sich mit einem zweiten Platz im Slalom der SDS-Rennen in Grindelwald für die Schweizer Olympiamannschaft qualifizieren. Im olympischen Slalom gelang ihr dann die Sensation: Mit Startnummer 1 düpierte sie ihre Konkurrentinnen, absolvierte beide Durchgänge mit Bestzeit und wurde am Ende mit über drei Sekunden Vorsprung Olympiasiegerin. Im selben Jahr wurde sie Schweizer Meisterin im Slalom. Am 3. Februar stürzte sie beim ersten Wettbewerb der Weltmeisterschaften 1958, dem Slalom, und erlitt erhebliche Verletzungen, so dass sie für die weiteren Rennen ausser Gefecht war; sie erlitt eine Bänderzerrung im linken Fussgelenk und eine Seitenbandzerrung im linken Kniegelenk.
Nach dem Abschluss ihres Pharmaziestudiums heiratete sie 1960 in Genf und nahm den Familiennamen ihres Mannes an. Zwei Jahre später zog sie in den Wintersportort Montana und eröffnete dort eine Apotheke.